# Dyrektor kreatywny
Dyrektor kreatywny (ang. creative director, CD) – osoba koordynująca pracę działu kreatywnego agencji reklamowej lub innych firm branży reklamowej lub artystycznej (np. firm produkujących gry komputerowe, branży mody lub zajmujących się designem).
W agencji reklamowej lub interaktywnej jemu bezpośrednio podlegają copywriterzy i dyrektorzy artystyczni. Jego konkretna funkcja w hierarchii jest zróżnicowana w zależności od każdego przedsiębiorstwa.